# Seleção Iraniana de Futebol
A Seleção Iraniana de Futebol representa o Irã nas competições de futebol da FIFA e é controlada pela Federação de Futebol da República Islâmica do Irã e é um dos principais selecionados do esporte na Ásia. A Federação Iraniana foi fundada em 1920 e, desde 1945, é membro da Fifa. O Irã manda seus jogos no Estádio Azadi (Liberdade) que foi construído em meados dos anos 70 com uma capacidade para mais de 100.000 espectadores.
Os torcedores iranianos são loucos por futebol e quase todos os expatriados estão sempre dispostos a viajar onde quer que seja para torcer com a amada "Team Melli" (Equipe Nacional).

## História do Irã
O futebol chegou ao Irã na I Guerra Mundial, quando os funcionários das embaixadas europeias instaladas no país passaram a praticá-lo.
A seleção disputou sua primeira partida internacional contra o Afeganistão em 1941 com um placar de 0 - 0.
O Irã conseguiu a proeza de vencer Copa da Ásia três vezes seguidas (1968, 1972 e 1976) e terminou em terceiro quatro vezes.O Irã nunca ganhou uma copa do mundo da FIFA.

## Primeira Copa do Mundo
Em 1978, o Irã fez sua primeira participação em Copas e perdeu dois dos três jogos da primeira fase contra a Holanda e o Peru. Contudo conseguiram um surpreendente empate diante da tradicional seleção da Escócia com um gol de Iraj Danaei Fard no fim do jogo.
Partidas na Copa 1978:
:
- Irã 0 – 3  Países Baixos
- Irã 1 – 1  Escócia
- Irã 1 – 4  Peru

## Período Pós-Revolução
Após a Revolução de 1979, o futebol foi um tanto quanto negligenciado e posto de lado durante meados dos anos 80 devido a problemas internos e à incessante guerra com o Iraque. A liga local também sofreu os efeitos da Guerra. A Seleção desistiu de participar das Eliminatórias para a Copa do Mundo de 1982 e em 1986 recusou-se a disputar as eliminatórias por ter que mandar suas partidas em campo neutro, o que era visto pela FIFA como medida de segurança.
Em 1989 a liga local é reestabelecida, entretanto ainda sofrendo com o cenário pós-guerra, falharam nas tentativas de se classificar para as Copas de 1990 e 1994.
Conseguiu ressurgir no começo dos anos 90, quando foram revelados novos talentos como Ali Daei, Mehdi Mahdavikia, Khodadad Azizi e Karim Bagheri; geração esta que alcançaria a glória com a qualificação para a Copa do Mundo de 1998.

## Retorno às Copas
O Irã consegue o retorno em 1998 ao passar pela Austrália na repescagem.
Alcançam sua primeira vitória em Copas, contra o EUA.
Essa partida da Copa do Mundo entre Irã e EUA foi pré-aquecida com muita ansiedade por ambas as partes com sua principal razão sendo a ligação política tensa entre os dois após a Revolução no Irã. Contudo, com um ato de desafio à todas formas de ódio ou mistura de política e esportes, ambos os lados posaram para fotos abraçados entre si e trocaram presentes e flores antes do início da partida.
Partidas na Copa 1998:
- Irã 0 – 1  Iugoslávia
- Irã 2 – 1  Estados Unidos
- Irã 0 – 2  Alemanha

## Copa 2006
Em 8 de junho de 2005, o Irã foi junto com o Japão o primeiro país a se classificar para a Copa do Mundo de 2006, tornando essa a terceira aparição do Irã em Copas, causando comemorações em massa de iranianos em toda a parte. A classificação causou histeria nacional. Também em 2005, é ranqueado entre os Top 20 do Ranking Mundial da FIFA com seu ápice na 13ª colocação.
Entretanto, novamente são eliminados na primeira fase.
Partidas na Copa 2006:
- Irã 1 – 3  México
- Irã 0 – 2  Portugal
- Irã 1 – 1  Angola

## Campanha política nas Eliminatórias para Copa 2010
A seleção Iraniana não conseguiu a vaga para a Copa do Mundo 2010, mas um jogo chama a atenção.
Em partida decisiva contra a Coreia do Sul que acabaria empatada em 1 -1 em 17 de junho de 2009, sete jogadores iranianos, incluindo Ali Karimi, entraram em campo usando faixas e munhequeiras verdes em favor do candidato à presidência do Irã, Mir-Houssen Moussavi. Moussavi, que era da oposição, havia sido derrotado pelo atual presidente Mahmoud Ahmadinejad em eleições conturbadas e após o término das eliminatórias, sob forte influência política os jogadores que fizeram tal ato foram afastados da seleção.

## Copa de 2014
O Irã se classificou para a Copa de 2014 como o líder de seu grupo.
Na Copa, o sorteio a colocou no grupo F, ao lado de Argentina, Nigéria e Bósnia Herzegovina.
Seu primeiro jogo na Copa foi contra a Nigéria. A partida terminou empatada em 0x0, naquela que se tornaria a primeira partida em que o Irã não marcaria gols em mundiais.
Na partida contra a Argentina, o jogo ficou empatado em 0x0 até os 48 do segundo tempo, quando Messi marcou o gol da vitória Argentina.
A 3ª partida, contra a Bósnia (vitória dos Bósnios por 3x1), botou frente a frente os dois piores ataques da competição até então. Foi também a que teve o menor público entre os jogos da Copa do Mundo 2014 realizados na Arena Fonte Nova. O público, porém, foi próximo do da partida Holanda 5 x 1 Espanha (disputada no mesmo estádio) que tiveram 48.173 pagantes.
O único gol da Seleção Iraniana marcado nesta copa foi feito pelo atacante Reza Ghoochannejhad.
Foi a seleção que menos utilizou o elenco nesta Copa, usando apenas 15 dos 23 jogadores convocados.

## Copa de 2018
O Irã conseguiu pela 2ª vez consecutiva a classificação para a Copa do Mundo de 2018, no dia 12 de junho de 2017, se tornando a 3ª seleção qualificada para o torneio e a 2ª através das Eliminatórias, só atrás do Brasil que obteve sua classificação em 29 de março.

## Desempenho em Copas do Mundo
- 1930 a 1938 - Não era membro da FIFA
- 1950 a 1970 - Não entrou
- 1974 - Não se classificou
- 1978 - Qualificado - eliminado na primeira fase
- 1982 - Desistiu
- 1986 - Desclassificado por se recusar a jogar em campo neutro
- 1990 - Não se classificou
- 1994 - Não se classificou
- 1998 - Qualificado - eliminado na primeira fase
- 2002 - Não se classificou
- 2006 - Qualificado - eliminado na primeira fase
- 2010 - Não se classificou
- 2014 - Qualificado - eliminado na primeira fase
- 2018-  Qualificado - eliminado na primeira fase
- 2022-  Qualificado - eliminado na primeira fase
- 2026-  Qualificado[11]

## Desempenho em Copas da Ásia
- Copa da Ásia 1956 - Não disputou
- Copa da Ásia 1960 - Não se classificou
- Copa da Ásia 1964 - Não disputou
- Copa da Ásia 1968 - Campeões
- Copa da Ásia 1972 - Campeões
- Copa da Ásia 1976 - Campeões
- Copa da Ásia 1980 - Terceiro lugar
- Copa da Ásia 1984 - Quarto lugar
- Copa da Ásia 1988 - Terceiro lugar
- Copa da Ásia 1992 - Primeira fase
- Copa da Ásia 1996 - Terceiro lugar
- Copa da Ásia 2000 - Quartas de final
- Copa da Ásia 2004 - Terceiro lugar
- Copa da Ásia 2007 - Quarto lugar
- Copa da Ásia 2011 - Quartas de final
- Copa da Ásia 2015 - Quartas de final
- Copa da Ásia 2019 - Semifinal
- Copa da Ásia 2023 - A definir

## Títulos
| Continentais | Continentais          | Continentais | Continentais      |
|              | Competição            | Títulos      | Anos              |
| ------------ | --------------------- | ------------ | ----------------- |
|              | Copa da Ásia          | 3            | 1968, 1972 e 1976 |
| []           | AFC/OFC Cup Challenge | 1            | 2003              |
|              | Jogos Asiáticos       | 1            | 1974              |

## Jogos Históricos
1998: Irã 2x1  Estados Unidos, Copa do Mundo de 1998
2018: Marrocos 0x1  Irã, Copa do Mundo de 2018

## Uniformes
A seleção iraniana de futebol tradicionalmente utiliza o primeiro uniforme branco e o segundo vermelho. Às vezes também utilizam uma combinação de camisa verde com shorts brancos e meias vermelhas.

### Primeiro uniforme
| 1970                    | 1971      | 1978      | 1986      | 1990    |
| Jogos Asiáticos de 1990 | 1996      | 1998-2000 | 2004      | 2006-07 |
| 2008–2009               | 2010-2011 | 2012-2013 | 2014-2015 | 2015    |
| 2016                    | 2017      | 2018      | 2021      |         |

### Segundo uniforme
| 1946      | 1976      | 1978      | 1996 | 1998-2000 |
| 2004      | 2006-2007 | 2008–2009 | 2011 | 2014      |
| 2015-2016 | 2017-2018 | 2018      | 2021 |           |

#### Material esportivo
A tabela abaixo mostra o histórico de fornecedores de material esportivo para a seleção iraniana de futebol..
| Fornecedor | Período       |
| ---------- | ------------- |
| Adidas     | 1978-1980     |
| Puma       | 1980-1981     |
| Amini      | 1981–1993     |
| Shekari    | 1993–1998     |
| Puma       | 1998–2000     |
| Shekari    | 2000–2003     |
| Daei Sport | 2003–2006     |
| Puma       | 2006–2007     |
| Merooj     | 2007–2008     |
| Daei Sport | 2008–2009     |
| Legea      | 2009–2012     |
| Uhlsport   | 2012–2016     |
| Givova     | 2016          |
| Adidas     | 2016–2019     |
| Uhlsport   | 2019–presente |